# Aulocyathus
Aulocyathus is een geslacht van neteldieren uit de klasse van de Anthozoa (bloemdieren).

## Soorten
- Aulocyathus atlanticus Zibrowius, 1980
- Aulocyathus juvenescens Marenzeller, 1904
- Aulocyathus matricidus (Kent, 1871)
- Aulocyathus recidivus (Dennant, 1906)